# Assembleia Legislativa de Tonga
A Assembleia Legislativa ou Fale Alea de Tonga é composta de 26 membros, sendo 17 membros eleitos para um mandato de 5 anos pela população e 9 membros eleitos pelos 33 nobres hereditários de Tonga. A Assembleia é controlada pelo Presidente da Assembleia Legislativa que é eleito pela maioria dos membros do Parlamento e apontado formalmente pelo rei.